# Stacy Dolan
Stacy Dolan es un personaje ficticio que aparece en los cómics estadounidenses publicados por Marvel Comics. Ella apareció por primera vez en Ghost Rider vol. 3 # 1 (mayo de 1990).
El personaje era una novia de Danny Ketch. Ella es la hija de Kenneth Dolan, un oficial de policía de carrera. Pasó su infancia soñando con seguir sus pasos. Ella se unió a la fuerza policial tan pronto como fue mayor de edad. Al principio, ella estaba intrigada por el nuevo Ghost Rider, sin saber que él era Daniel.

## Biografía del personaje ficticio
La hija del capitán de la policía de la ciudad de Nueva York, Arthur Dolan. Stacy creció con los amigos de la infancia, Danny y Barbara Ketch y Jack D'Auria. A medida que crecieron, Stacy y Dan desarrollaron una relación romántica. Stacy tenía aspiraciones de convertirse en un oficial de policía como su padre. La vida de Stacy cambió cuando descubrió que Dan estaba en el hospital y que su hermana estaba en coma. Todo lo que sabía era que habían presenciado un asesinato y el único sospechoso era el Ghost Rider. Después de esa noche, Stacy notó un patrón de caras familiares de vecindarios que habían sido asesinadas. Ghost Rider estaba involucrado de alguna manera, pero ella no se había dado cuenta hasta qué punto. 

### Miedo
Una noche después de graduarse de la academia de policía, Stacy fue a visitar a Barbara a su tumba. Para su sorpresa, ella encontró a Ghost Rider presentándole sus respetos a su amiga. Confundida, se enfrentó a Ghost Rider y se dio cuenta de que no quería hacerle daño a ella ni a nadie. Estos instintos demostraron ser válidos cuando Espantapájaros secuestró a Stacy creyendo que ella era su madre. Fue la colaboración de Ghost Rider y Capitán América la que ayudó a detener a Espantapájaros y rescatar a Stacy.

### Asedio de la oscuridad
Cuando la ciudad de Nueva York se vio atacada por el evento conocido como Asedio de la oscuridad, Stacy se encontró una vez más rescatada por Ghost Rider. No queriendo quedarse atrás en el caos y queriendo respuestas atrasadas, convenció a Ghost Rider para que la acompañara a él y a sus compañeros de equipo, los Hijos de la Medianoche. Durante la batalla ella actuó como representante no oficial de la policía de Nueva York y trabajó en conjunto con los Hijos de Medianoche para ayudar a detener las crecientes amenazas de Lilith y Zarathos. Fue durante esta batalla con Zarathos que descubrió que Dan era realmente el Ghost Rider.

### Traición
A Stacy le preocupaba que Daniel estuviera siendo completamente consumido por el personaje Ghost Rider. Se ofreció como voluntaria para la fuerza policial asignada para capturar al Ghost Rider y, como resultado, recibió una amplia capacitación en S.H.I.E.L.D. Ella lo vio como un esfuerzo por rescatar a Daniel de sí mismo. Cuando el grupo de trabajo tuvo éxito en capturar a Ghost Rider fue solo entonces que Stacy se dio cuenta de su verdadero error. Ghost Rider logró escapar, pero los eventos llevaron a una relación tumultuosa. 
El conocimiento de Stacy sobre la identidad secreta de su amante fue borrado por Jennifer Kale, supuestamente para proteger a Stacy de los enemigos de Ghost Rider. Como Stacy no recuerda lo que hizo en el pasado, fue libre de reiniciar su relación de nuevo. 
Stacy sigue activa en el trabajo policial. Se desconoce si ella todavía tiene una relación con Daniel o si recuperó sus recuerdos.